# 김선양
김선양(1967년 7월 7일 ~ )은 대한민국의 가수이다.

## 음반
- 1991년 노래고개 스무고개
- 2011년 김선양 주말여행 메들리
- 2013년 뽕 따러 가세
- 2013년 네가 최고야
- 2014년 강남야곡 / 사랑은 정
- 2015년 사랑은 정
- 2015년 압구정 명품 트로트

## 수상
- 2013년 대한민국 문화예술대상 성인가요 가창상